# مهمان (مجموعه تلویزیونی کره جنوبی)
مهمان (انگلیسی: The Guest; کره‌ای: 손 the guest) یک مجموعه تلویزیونی محصول کره جنوبی سال ۲۰۱۸ دربارهٔ جن‌گیری و شمن‌باوری با بازی کیم دونگ ووک، کیم جه ووک و جونگ اون چه است. این مجموعه از ۱۲ سپتامبر تا ۱ نوامبر ۲۰۱۸، به عنوان اولین درام روزهای چهارشنبه و پنجشنبه اوسی‌ان در ساعت ۲۳:۰۰ (کی‌اس‌تی) پخش شد.

## بازیگران

### اصلی
- کیم دونگ ووک در نقش یون هوا پیونگ، شمنی که با نیروهای ماوراء طبیعی متولد شده‌است.[۸]
  - چوی سونگ هون در نقش جوانی یون هوا پیونگ[۹]
- کیم جه ووک در نقش چوی یون / متیو، یک کشیش و جن‌گیر.[۱۰]
  - جونگ یو گون در نقش جوانی چوی یون
- جونگ اون چه در نقش کانگ گیل یونگ، یک کارآگاه که به ماوراء طبیعی اعتقاد ندارد.[۱۱]
  - کیم جی یونگ در نقش جوانی کانگ گیل یونگ